# Artur Kohutek
Artur Kohutek (1º maggio 1971) è un ex ostacolista polacco.

## Palmarès
- Europei

Monaco di Baviera 2002: bronzo nei 110 m ostacoli;
- Giochi della Francofonia

Ottawa-Gatineau 2001: bronzo nei 110 m ostacoli;